# Спилсбери, Бернард

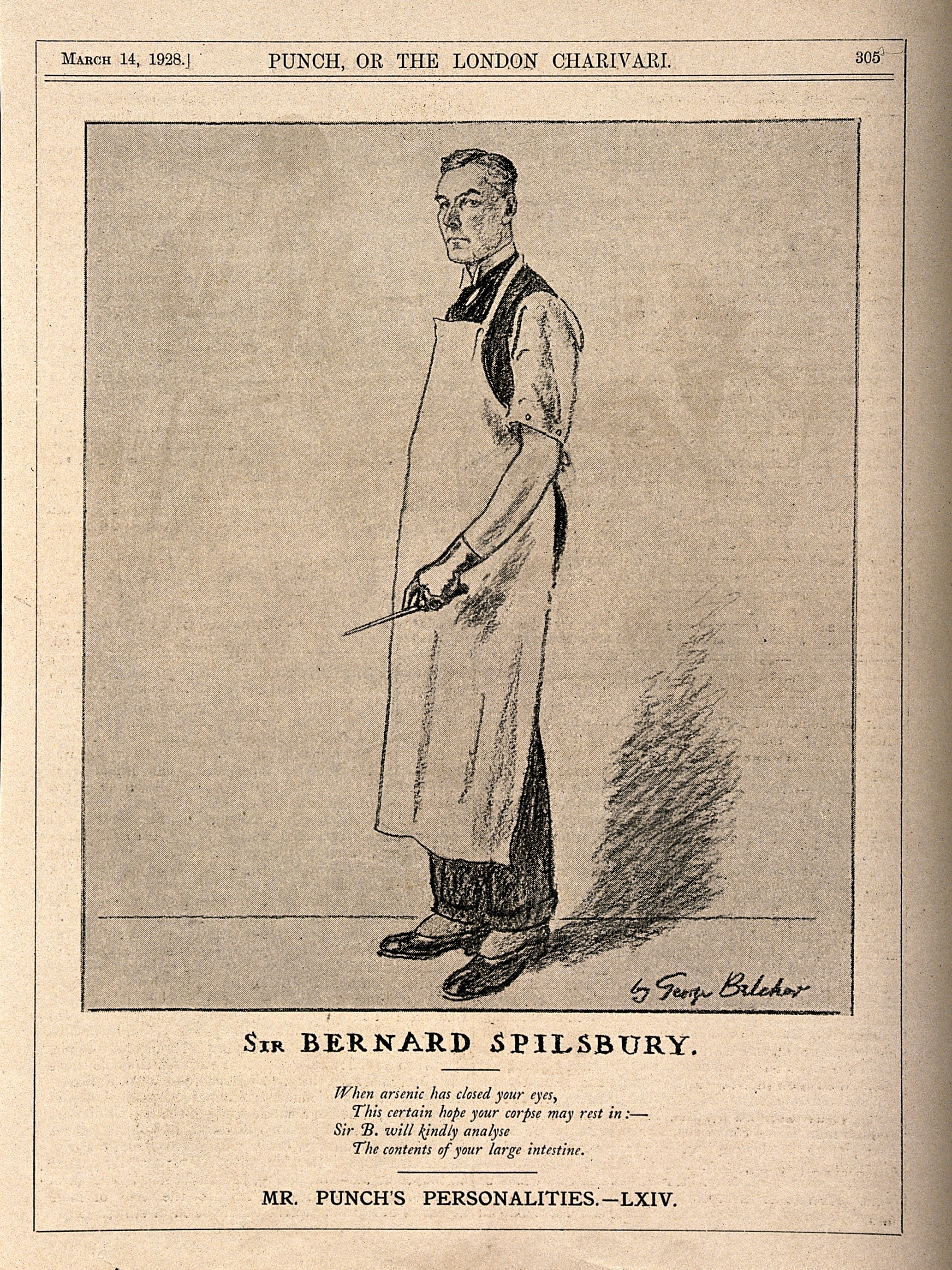
Сэр Бернард Спилсбери, известный патологоанатом. Репродукция рисунка Джорджа Белчера, 1928.

Сэр Бернард Генри Спилсбери (англ. Sir Bernard Henry Spilsbury; 16 мая 1877, Уорикшир — 17 декабря 1947, Лондон) — известный британский учёный, патологоанатом. Внёс заметный вклад в развитие судебно-медицинской экспертизы как источника первостепенных доказательств для следствия и суда; не раз выступал на стороне обвинения как эксперт. Сыграл ключевую роль в таких громких процессах, как дела Харви Криппена, Фредерика Седдона, Герберта Армстронга, Джорджа Смита, Гарри Фокса, Эльвиры Барни и многих других. Выступления Спилсбери в зале суда стали легендарными благодаря его манере непринужденного доминирования.
Во время Второй мировой войны знания и опыт Спилсбери оказались полезны при разработке операции «Mincemeat» («Мясной фарш»), спасшей тысячи жизней союзников.

## Биография

### Личная жизнь
Спилсбери родился 16 мая 1877 года в Лемингтон-Спа, Уорикшир. Он был старшим из четырёх детей Джеймса Спилсбери, химика-промышленника, и его жены, Мэрион Элизабет Джой.
3 сентября 1908 года Спилсбери женился на Эдит Каролине Хортон. У них было четверо детей: дочь Эвелин и трое сыновей, Алан, Питер и Ричард. Питер, младший врач больницы Святого Томаса в Ламбете, погиб в результате немецких бомбардировок в 1940 году, а Алан умер от туберкулёза в 1945 году, вскоре после окончания второй мировой войны.

### Смерть
Смерть Питера была ударом, от которого Спилсбери так и не оправился. Полагают, ухудшение финансового состояния, а также ухудшение здоровья вызвало у Спилсбери депрессию, а она стала ключевым фактором в его решении совершить самоубийство с помощью газа в его лаборатории в Университетском колледже, Лондон, в 1947 году. Бернарду Спилсбери было 70 лет.

## Карьера
Получив образование в колледже Магдалины в Оксфорде, он получил степень бакалавра естественных наук в 1899 году, степень магистра естественных наук в 1905 году и степень магистра искусств в 1908 году. Он также учился в больнице Святой Марии в Паддингтоне, Лондон, с 1899 года. Специализировался на новой тогда науке — судебной патологии. В октябре 1905 года был назначен постоянным помощником патологоанатома в больнице Святой Марии, когда лондонский окружной совет просил назначить двух квалифицированных патологоанатомов для проведения вскрытий после внезапной смерти. В этом качестве он тесно сотрудничал с коронерами, такими как Бентли Пёрчес (англ. Bentley Purchase).

### Важные случаи
Дело, которое привлекло внимание общественности к Спилсбери, было делом доктора Хоули Харви Криппена в 1910 году; на суде Спилсбери дал судебно-медицинские показания о вероятной личности человеческих останков, найденных в доме Криппена. Обвинению необходимо было доказать, что истлевшие в извести до неузнаваемости останки принадлежат жене Криппена, якобы, по словам мужа, уехавшей в Америку. Спилсбери пришёл к выводу, что шрам на небольшом куске кожи от останков указывает на Миссис Кору Криппен.
Позже Спилсбери дал доказательства на суде над Гербертом Раусом Армстронгом, — первым и единственным в истории Англии адвокатом, осужденным за убийство — отравившем свою жену мышьяком.
Дело, которое укрепило репутацию Спилсбери как главного судебно-медицинского патологоанатома Великобритании, было делом «Убийцы жён в ванне» Джорджа Джозефа Смита, в 1915 году. Три женщины таинственным образом погибли в ваннах; в каждом случае смерть казалась несчастным случаем. Смит предстал перед судом по обвинению в убийстве одной из этих женщин, Бесси Мунди. Спилсбери свидетельствовал, что, поскольку бедро Мунди покрылось гусиной кожей, а она, умирая, сжимала кусок мыла, было ясно, что она умерла насильственной смертью — другими словами, была убита. На наглядном примере с профессиональной пловчихой (какой так же и являлась Мунди, что ещё больше вызывало вопросов к её утоплению в ванне) Спилсбери показал, как Смит убил каждую из своих жён: когда воды набиралось достаточно, Смит резко дёргал женщину за ноги, так, чтобы её голова оказалась в воде, и несколько секунд ждал, когда жертва захлебнётся (не последнюю роль в этом играл момент неожиданности). Помощницу Спилсбери по судебному эксперименту, проведённому для присяжных прямо в зале суда, еле успели откачать.
Спилсбери выступал экспертом также в деле о «Брайтонском сундуке» (англ). Хотя человек, обвиняемый во втором убийстве, Тони Манчини, был оправдан, он признался в убийстве незадолго до своей смерти, много лет спустя, подтвердив экспертизу Спилсбери.
Спилсбери был в состоянии работать с минимальными образцами, такими как те, кто был вовлечен в дело Альфреда Роуза (англ). Здесь, в 1930 году, в обломках сгоревшего автомобиля недалеко от Нортгемптона было найдено почти превратившееся в прах тело. Хотя жертва так и не была опознана, Спилсбери смог установить, как жертва погибла.
За свою карьеру Спилсбери провёл тысячи вскрытий не только жертв убийств, но и казнённых преступников. Он смог явиться в защиту в Шотландии, где его статус патологоанатома Министерства внутренних дел в Англии и Уэльсе был неуместен: он дал показания в защиту по делу Дональда Мерретта, судимого в феврале 1927 года за убийство его матери и оправданного как не доказанного.
Спилсбери был посвящён в рыцари в начале 1923 года. Он был одобренным Министерством внутренних дел патологом и преподавателем судебной медицины в больнице Университетского колледжа, Лондонской Женской Школы Медицины и в больнице Святого Томаса. Он также был членом Королевского медицинского общества.
В последующие годы догматическая манера Спилсбери и его непоколебимая вера в собственную непогрешимость вызвали критику. Судьи стали выражать озабоченность его непобедимостью в суде, а последние исследования показали, что его негибкий догматизм привел к ошибкам правосудия.
17 июля 2008 года материалы, содержащие записи о смертях, расследованных Спилсбери, были выставлены на аукционе Sotheby’S и были приобретены библиотекой Уэллком в Лондоне. Индексные карточки досье задокументировали случаи смертей с 1905 по 1932 год. Рукописные карточки, обнаруженные в потерянном шкафу, были записками, которые Спилсбери, по-видимому, накопил для учебника по судебной медицине, который он планировал написать, но так к этому и не приступил.

## Наследие
Именно Спилсбери вместе с сотрудниками Скотленд-Ярда разработал так называемый «Murder bag» (англ) — набор, содержащий перчатки, пинцет, пакеты для улик и другие вещи, которыми оснащены теперь полицейские, расследующие смертельные случаи.
Спилсбери увековечен английской памятной голубой табличкой, прикреплённой к его бывшему дому на Мальборо-Хилл в Северном Лондоне, а также на его родине, 35 Bath Street, Leamington Spa, который был домом отца-химика. В настоящее время в здании располагается аптека.

## Упоминания
Спилсбери упоминается в песне Severed Heads «Dead Eyes Open». Эдгар Люстгартен говорил о Спилсбери, как о «великом патологоанатоме с уникальным опытом». В песне использована транскрипция Эдгара Уоллеса о суде над Патриком Гербертом Маоном за убийство его любовницы Эмили Бейлби Кей.
В фильме 1956 года «Человек, которого никогда не было», рассказывающем об операции «Mincemeat» Андре Морелл сыграл Спилсбери.
Научная документальная серия Би-би-си Horizon высказала свой критический взгляд на работу Спилсбери в эпизоде 1970 года «The Expert Witness».
В 1976 году в телесериале «Killers» Спилсбери сыграл в трех эпизодах Дерек Уоринг.
Спилсбери играл Эндрю Джонс в 1980—1981 годах в сериале «Lady Killers».
Николас Селби сыграл Спилсбери в мини-сериале «Dandelion Dead» 1994 года.
12 июня 2008 года во второй половине дня BBC Radio 4’s Afternoon Drama play, The Incomparable Witness by Nichola McAuliffe, была драма об участии «сэра Бернарда Спилсбери, отца современной криминалистики» в деле Криппена с точки зрения жены Спилсбери Эдит. Спектакль по радио был поставлен режиссёром Сашей Евтушенко с Тимоти Уотсоном в роли Спилсбери, Джоанной Дэвид в роли Эдит, Honeysuckle Weeks в роли молодой Эдит и Джоном Роу (кто играл Спилсбери в эпизоде короткометражного 1984 BBC Scotland TV в серии «Murder Not Proven?») как верховный судья.
Бернард Спилсбери упоминается в книге «Сорняк, обвивший сумку палача» (2010) канадского писателя Алана Брэдли. Упоминает его главная героиня — юная сыщица Флавия де Люс.
В 2019 году серия BBC 1 «убийство, Тайна» и моя семья пришли к выводу, что осуждение тогдашнего 15-летнего Джека Хьюитта (1907—1972) за убийство в Гэллоустри Коммон Сары Блейк (1877—1922) было небезопасным, отчасти из-за вводящих в заблуждение доказательств Спилсбери о предполагаемом орудии убийства.

## Посмертная репутация
В 1925 году, после осуждения за убийство Нормана Торна, проявилась озабоченность некоторых наблюдателей излишне самоуверенной манерой Спилсбери в зале суда, возникли сомнения и в качестве его методологии. Влиятельный юридический журнал выразил «глубокое беспокойство», узнав о вердикте, отметив «более чем папскую непогрешимость, с которой сэр Бернард Спилсбери воспринимается присяжными».
В начале XX века была проведена некоторая переоценка репутации Спилсбери, степени его объективности. Профессор сэр Сидней Смит писал о Спилсбери как об «очень блестящем и очень известном, но… и очень, очень упрямом человеке». Кит Симпсон писал о Спилсбери, что его доказательства, несомненно, приводили к осуждению на судебных процессах, хотя сомнений могло оставаться достаточно для оправдания. Берни Пембертон отметил (2010), что «виртуозность» выступлений Спилсбери «угрожала подорвать основы судебно-медицинской патологии как современной и объективной специализации».
В частности, Бернарда Спилсбери критиковали за то, что он предпочитал работать в одиночку, отказываясь от обучения студентов и не желая заниматься академическими исследованиями и рецензированием. Это, согласно статье, «придало ему ауру непогрешимости, которая у многих вызвала опасения, что именно его знаменитость, а не его наука убедила присяжных отдать должное его доказательствам над всеми другими».